# الحب قبل الخبز أحيانا (فلم)
الحب قبل الخبز أحيانًا فيلم دراما رومانسي  للمخرج سعد عرفة عام 1977  من تأليف سلمى شلاش، وسيناريو وحوار أحمد صالح. الفيلم من بطولة ميرفت أمين وحسين فهمي ورشدي أباظة وسعيد صالح  وتدور الأحداث حول نورا الفتاة المتحررة، عندما تتعرف على الدكتور منير ويربط الحب بينهما، ولكنه يتعجب من أفكارها، حيث تبيح لنفسها معاشرة من تحب دون زواج، وتفشل كل محاولات أختها ليلى في تقويمها.
صدر الفيلم إلى دور العرض المصرية في 12 سبتمبر 1977.
منح موقع قاعدة بيانات الأفلام على الإنترنت (IMDB) الفيلم درجة 5.8/ 10.
منح موقع قاعدة بيانات الأفلام العربية «السينما.كوم» الفيلم درجة 6.2/ 10.

## طاقم التمثيل
- ميرفت أمين: في دور نورا أحمد
- حسين فهمي: في دور منير فتحي
- رشدي أباظة: في دور عزت (الكاتب الروائي)
- نجوى فؤاد: في دور ميرفت (زوجة عادل)
- سعيد صالح: في دور سليمان
- إيمان ساركسيان: في دور سوزي (صديقة نورا)
- محسنة توفيق: في دور ليلى أحمد (شقيقة نورا)
- جلال عيسى: في دور زوج نورا
- علا رامي: في دور أمينة أحمد (ابنة ليلى)
- علية عبد المنعم: في دور والدة نورا
- محمد السبع: في دور أحمد (زوج ليلى)
- صبري عبد العزيز: في دور عادل (زوج ميرفت)
- سلامة إلياس: في دور أحمد (والد نورا)
- حمدي يوسف: في دور حسين بك
- محمد عبد المجيد: في دور والد سليمان
- هانم محمد: في دور والدة سليمان
- بدرية عبد الجواد: في دور بدرية (خادمة ميرفت)
- تغريد عبد الحميد: في دور سلوى
- بالاشتراك مع: سعد منيب.[11][12]

## إنتاج الفيلم
عرض فيلم «الحب قبل الخبز أحيانًا» عام 1977، بطولة الفنان حسين فهمي وإخراج سعد عرفة، كان في هذا الوقت بدأ يسطع نجم الفنان الراحل محمود عبدالعزيز بوسامته، وبدأ يحل كبديل لحسين فهمي صاحب الطلة الأشهر ونجم الشاشة في ذلك الوقت، الأمر الذي جعل النقاد يطلقون عليه «استبن» حسين فهمي
اختلف حسين فهمي مع مخرج الفيلم وقتها، وهدده بأنه لن يقوم بدور بطولة الفيلم، لم يخضع "عرفة" لضغوطات فهمي، وعلى الفور خرج على الصحافة بعد صعود الأمر للنقابة قائلا: "سأستبدل محمود عبد العزيز كبديل لحسين فهمي في بطولة فيلم "الحب قبل الخبز أحيانا"، رد محمود عبد العزيز بأنه لا يريد الدخول في أزمة مع حسين فهمي وأن "فهمي" أحق بالدور منه، خرج حسين فهمي عن صمته بعدما شعر أن محمود عبد العزيز يهدد نجوميته في برنامج إذاعي قائلا: "العربية التيوتا الياباني متقدرش تنافس العربية الجنرال الأمريكي مهما عملت" الأمر الذي أغضب "عبد العزيز" وخرج في أكثر من برنامج يعبر عن غضبه من هذا التصريح، لم يكن وقتها "فهمي" يعلم بأن الجنرال ستختفي وتثبت التيوتا أقدامها في السوق، ورد محمود عبد العزيز على حسين فهمي قائلا: "أنا مش فاكر لحسين أي دور غير في "الأخوة الأعداء"، على عكس نور الشريف اللي أصبح وجها لمصر".
عرضت هذه القصة في البرنامج الرمضاني «الموهبون في الأرض» لكاتب السيناريو بلال فضل على قناة التلفزيون العربي اللندنية، حسب موقع البوابة في 18 أبريل 2018.

## أحداث الفيلم
تعمل نورا أحمد (ميرفت أمين) موظفة بشركة مصر للطيران، وكانت حياتها فيما سبق في بيت والدها أحمد (سلامة إلياس) مضنية، حيث أن والدها كان يسيء معاملة والدتها (علية عبد المنعم)، ويقيم علاقات مع النساء، ويغيب عن بيته، بدعوى أنه الرجل، لذلك قررت أن تنال حريتها، وتتخلص من قيود الرجل، فأضربت عن الزواج، حتى لا تصبح مثل شقيقتها الكبيرة ليلى (محسنة توفيق)، المتزوجة من أحمد (محمد السبع)، الذي يفرض قيوده عليها. يصر والد نورا على زواجها، فتقدم على الانتحار ويتم إنقاذها، وتوافق أخيراً على الزواج إرضاءاً لوالدتها. تمتنع نورا عن معاشرة زوجها (جلال عيسى) فيطلقها، وتشعر أنها أصبحت حرة تماماً، خصوصاً بعد موت والديها. تعيش نورا بمفردها وتصادق زميلتها بالعمل سوزي (إيمان سركيس)، الأجنبية التي استوطنت مصر، وتتعرف على ميرفت (نجوى فؤاد) وزوجها عادل (صبري عبد العزيز)، رجل الأعمال الذي يستخدم زوجته ميرفت، لاستقطاب رجال الأعمال، ليعقد معهم الصفقات، في حفلات ترقص فيها ميرفت. كانت نورا تحضر تلك الحفلات تلهو وتشرب وترقص، ولا ترى ضرورة لمعاشرة رجل لمجرد ان بينهما عقد زواج، وهو الشيء الذي أثار حفيظة زوج شقيقتها ليلى، ولم يرحب بها في بيته، وفى إحدى تلك الحفلات تلتقي نورا بالدكتور منير فتحي (حسين فهمي) الذي أنهى دراسته بالخارج، وتناقشه في علاقة الرجل بالمرأة، ولا يعجب بأفكارها المتحررة. تنتقل نورا للإقامة في بيت الدكتور منير دون زواج، وهو الشيء الذي أثار حفيظة شقيقتها ليلى، التي رفضت تلك العلاقة الشاذة، وكان ذلك أيضا رأى منير حيث قرر أن زواجه من نورا، سيجعله دائما في حالة شك. تقطع نورا علاقتها بمنير، ولكنها تعود بعد فترة لتجده قد تزوج، وتشعر بضياع حبها الوحيد، وتسافر إلى الأقصر لنسيان ماحدث، وهناك تلتقي بالكاتب عزت (رشدي أباظة)، الذي يعاملها برقة، وتقتنع نورا بضرورة تغيير أفكارها والعودة للطريق القويم، ولكنها تصدم عندما يدعوها عزت لبيته، ويحاول معاشرتها بالقوة، فتتركه بلا عودة. تحاول نورا استعادة ذكريات حبها الذي ضاع، وتلتقي بمنير الذي يعرض عليها إعادة علاقتهم دون التخلي عن زوجته، ولكنها ترفض بعد أن تغيرت أفكارها. تتأثر نورا عندما تشاهد ابنة شقيقتها أمينة (علا رامي) وهي تؤدى الصلاة في ملابس بيضاء، وتتحرك مشاعرها وتضع غطاء رأس أمينة الأبيض.

## استقبال الفيلم
كتب موقع أخبارك وموقع «السينما.كوم» مقالاً تحت عنوان «سينما سعد عرفة.. الانحياز للإنسان أولاً» جاء فيه: «يتوقف عرفة عدة سنوات ثم يعود لتقديم واحد من أفلامه الجيدة وهو فيلم» الحب قبل الخبز أحيانا عام 1977«فمن عنوان الفيلم الغير مألوف يطرح عرفة مرة أخرى مشكلة حرية المرأة في مجتمع يرى أن المرأة دورها الطبيعي في الزواج وتربية الأطفال والعمل على خدمة زوجها، لكن عرفة يقدم شخصية المرأة المتمردة التي تريد أن تحيا حياتها على طريقتها تضيق بكل قيود المجتمع، تدخل في علاقة خارج إطار الزواج فتلفظها أسرتها. هنا تقع البطلة في حيرة كبيرة هي تريد أن تعيش حياتها كيفما تشاء لكن في المقابل تضيق بالقهر والكبت فتتمرد على ذلك فيتسبب لها ذلك في أزمات كبيرة، ميرفت أمين جسدت شخصية نورا بتمكن شديد ويمكن إعتبار أدائها في هذا الفيلم من أفضل ما قدمت في مسيرتها. إذا حاولنا فهم سينما سعد عرفة فسنجد إنها سينما نسوية منحازة للمرأة، سينما منحازة للفردانية، وحرية الفرد وحقه في اختيار نمط حياته بعيداً عن ضغط المجتمع، سينما تتناول بجرأة العلاقة الجنسية بين الرجل والمرأة بدون مواربة وتضعها في إطارها الطبيعي لأن الجنس شيء حيوي في حياة الإنسان، سينما تضيق بالقاهرة تحاول الخروج إلى عالم أرحب لذلك نجد أن عدد كبير من أفلامه تدور في أماكن ساحلية رغبة في الحرية والانطلاق، وكذلك هي سينما ترفض التطرف والتشدد بكل أنواعه وخصوصا الديني».

## وصلات خارجية
- مقالات تستعمل روابط فنية بلا صلة مع ويكي بيانات
- الحب قبل الخبز أحيانًا على الدهليز
- الحب قبل الخبز أحيانًا على كاروهات

https://www.themoviedb.org/movie/671035 الحب قبل الخبز أحيانًا (فيلم)
https://letterboxd.com/search/Love+Before+Bread+Sometimes/ الحب قبل الخبز أحيانًا (فيلم)